# 艾森 (智利)
45°24′S 72°42′W / 45.400°S 72.700°W

艾森（西班牙語：Aysén），是智利的城鎮，位於該國中南部伊瓦涅斯將軍艾森大區的艾森省，始建於1957年，面積29,970.4平方公里，海拔高度8米，2012年人口22,421人，人口密度每平方公里0.75人。